# Niawier
Niawier (Fries, officieel: Nijewier, [nɛ.i ̯ə’vi.ər]) is een dorp in de gemeente Noardeast-Fryslân, in de Nederlandse provincie Friesland. Het dorp ligt direct ten westen van Metslawier, tussen Wetsens en Oosternijkerk. Niawier heeft met Wetsens een gezamenlijke dorpsbelangenvereniging. In 2023 telde Niawier 360 inwoners. 

## Geschiedenis
Niawier wordt voor zover bekend voor het eerst vermeld in 1467, als Nyaweer. In de 16e eeuw zijn vermeldingen te vinden als Næwier, Naewier, Nye werr, Nyewerr, Nawier, Neewier en Niewier. In de daaropvolgende eeuwen komen varianten voor als Nyewier, Nieu-Wier, Nijewier, Nijawier en Nieuwwier. De naam verwijst mogelijk naar een nieuwe (nia) voor bewoning opgeworpen hoogte (wier) was.
Deze terp werd opgeworpen in de Romeinse tijd toen Oostergo vrij dicht bevolkt was. Na het verrijzen van terpen op de hogere kwelderwallen zoals de lijn Oostrum-Ee-Engwierum, ontstonden ook terpen in de lager gelegen gebieden erachter. Niawier en Metslawier zijn hier voorbeelden van. Niawier ligt op een lagere rug die van Niawier via Wetsens naar Aalsum loopt.
Het dorp is gelegen op een rechthoekige terp van geringe hoogte, net als de andere dorpen in de omgeving met "wier" in de naam, zoals Metslawier, Jouswier en Engwierum. De terp werd in 1915 gedeeltelijk afgegraven, maar in 1973 werd deze weer aangevuld. De oorspronkelijke bebouwing beperkte zich tot de rechthoek die gevormd wordt door de straten Siercksmawei, Auck Doniastrjitte, Terpstrjitte en Bornensisstrjitte. Nog steeds bevinden zich op de terp vooral panden uit de 19e eeuw. Na de Tweede Wereldoorlog breidde de bebouwing zich uit in zuidwestelijke richting langs De Singel en de Siercksmawei. In de jaren 80 volgde een verdere uitbreiding met De Skulp aan de zuidkant van de terp.
Niawier lag tot de gemeentelijke herindeling van 1984 in de toenmalige gemeente Oostdongeradeel, daarna in de gemeente Dongeradeel, waarna deze opging in de gemeente Noardeast-Fryslân.

## Klooster Sion
Eertijds stond het klooster Sion op een terp direct ten westen van het dorp. Het klooster werd ook wel "Onze Lieve Vrouwe ten Dale" genoemd en werd gesticht als dochterklooster van het cisterciënzer klooster Klaarkamp bij Rinsumageest. Sion werd evenals Genezareth bij Hallum gesticht voor de huisvesting van de nonnen die tot die tijd vlak bij Klaarkamp verbleven in het Bannerhuis onder Lichtaard. Het convent zou tussen 1165 en 1195 gesticht zijn; als exact jaar wordt 1191 genoemd. Hiermee zou Sion het oudste vrouwenklooster van Friesland geweest zijn.
Klaarkamp en Sion bleven tot in de 15e eeuw een economische eenheid vormen. Zo waren lekenbroeders van Klaarkamp actief op de landerijen die eigendom waren van Sion. Met de verschuiving van eigen gebruik naar verhuur van de kloostereigendommen, werd ook de boedel van Sion gescheiden van die van Klaarkamp. Sion was een van de rijkste kloosters van Friesland en bezat meer dan 2200 pondemaat aan grond, waarvan 350 in Oostdongeradeel. Het gehele dorpsgebied van Niawier maakte deel uit van de kloostergoederen, op het land van één boerderij na. Het klooster werd in 1571 geplunderd door de geuzen en in 1580 overgedragen aan de Staten van Friesland.
Van het klooster resteert anno 2019 niets meer, al zijn de contouren van het terrein nog te herkennen in het landschap. Aan de westkant van het terrein bevond zich een laad- en loshaven aan de opvaart. Het convent werd omgeven door een gracht en zou een poort en ophaalbrug hebben gehad. Ook zou muurwerk van gebouwen van het klooster opgenomen zijn in de boerderij die anno 2019 op het kloosterterrein staat.
Het voormalige kloosterterrein werd in 1975 aangewezen als rijksmonument. Bij graven in de ondergrond kwamen meermaals grafzerken aan het licht van de oude begraafplaats, een deel van terrein wordt in de volksmond dan ook nog steeds "it hôfke" (het hofje) genoemd. In 1938 werd een kapiteel uit de 12e gevonden op het voormalige kloosterterrein.

## Ypsmastate of Healwei
De Ypsmastate was de enige boerderij in Niawier die niet aan het klooster Sion toebehoorde. De state werd ook wel Healwei genoemd, naar de ligging halverwege Niawier en Oosternijkerk. De Ypsmastate wordt voor het eerst genoemd in 1557. Destijds werd er gesproken over een wier waar de state eerder op gestaan heeft. In de 15e eeuw stierf de familie Ypsma in mannelijke lijn uit. Via huwelijken met de Stenstera's van Foudgum en de Stania's van Reitsum kwam het goed uiteindelijk in handen van de familie Van Burmania. Na de Leeuwarder priester Upke van Burmania, kwam het in handen van zijn neef Gemme van Burmania. Gemme liet het goed na aan zijn dochter Saepck die getrouwd was met Watze van Ockinga. Hun zoon Douwe overleed kinderloos in 1666. Begin 18e eeuw was Ypsma in handen van Douwes achterneef Sicco van Goslinga, grietman van Franekeradeel. Er was toen geen sprake meer van een wier. Anno 2019 staat er een kop-hals-rompboerderij uit 1892.

## Kerken
In Niawier zijn een tweetal kerken.

### Hervormde kerk

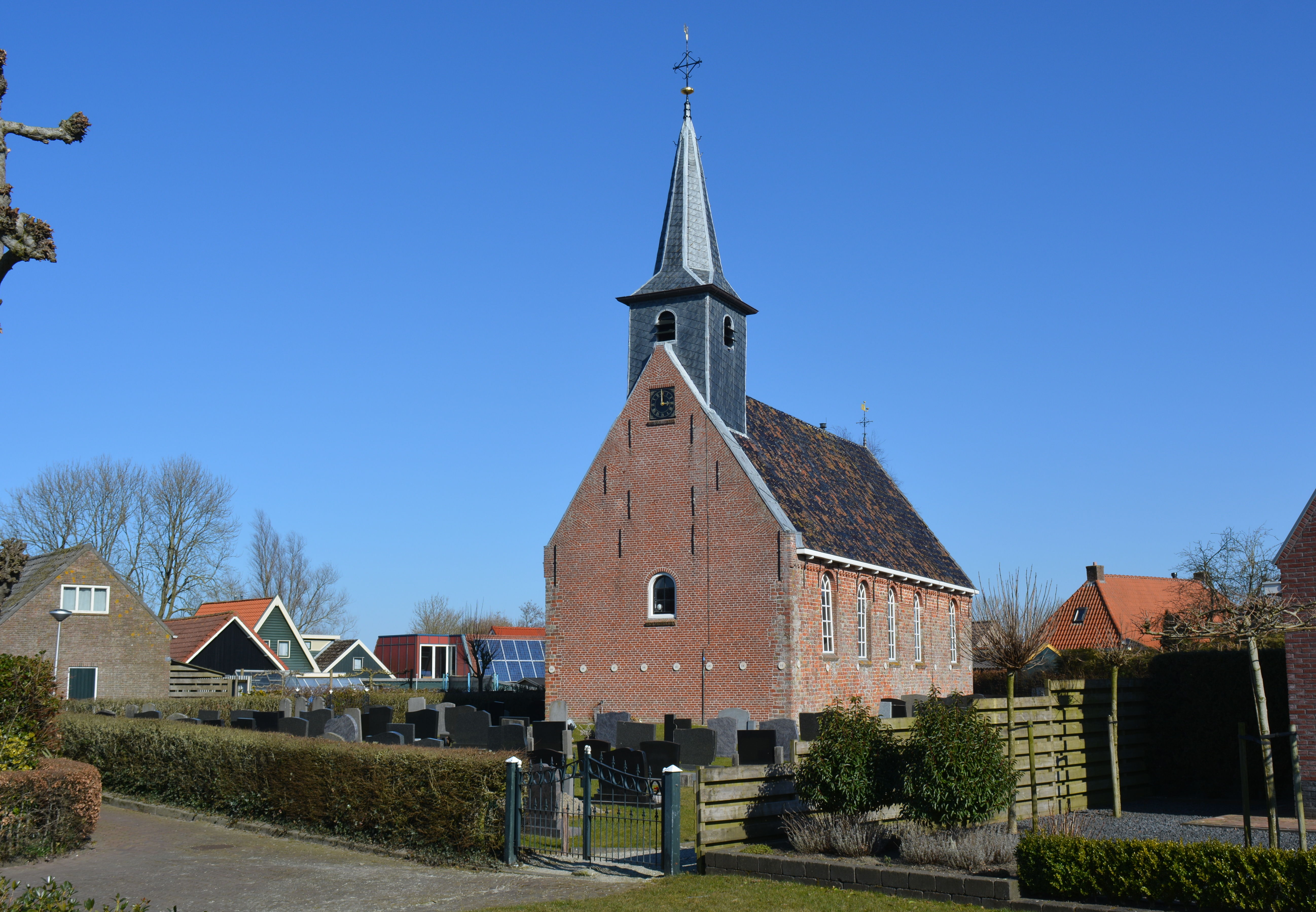
De hervormde kerk van Niawier uit 1678.

De hervormde kerk van Niawier, ook wel "Kleastertsjerke" of de Kloosterkerk genoemd, werd gebouwd in 1678. De pastoor van Niawier werd eertijds aangesteld door het klooster Sion. Boven de ingang bevindt zich een stichtingssteen die herinnert aan de legging van de eerste steen door de zoon van Cornelis Bosman, secretaris van Oostdongeradeel.
De kerk is vrijwel zeker gebouwd met kloostermoppen van de voorganger. Het muurwerk is verder eenvoudig met enkel een tandlijst bovenin. De kerk telt tien rondboogvensters met nog een klein rondboogvenster boven de ingang en een venster in de westmuur. De kerk heeft een driezijdig gesloten koor. De recht opgaande westmuur dateert waarschijnlijk van de restauratie van 1817, hierin is tevens een wijzerplaat aangebracht. De kerk heeft een geveltoren met ingesnoerde torenspits. De klok uit de 13e eeuw is overgebracht naar het Fries Museum. De preekstoel dateert waarschijnlijk van 1678 en is in 1924 verplaatst van de zuidmuur naar de oostmuur.
Het orgel van de kerk werd in 1818 gebouwd door Jan Adolf Hillebrand. Op het kerkhof bevindt zich nog een zerk uit 1569 van de voorlaatste prior van het klooster Sion, Johannes Cuyck.

### Gereformeerde kerk

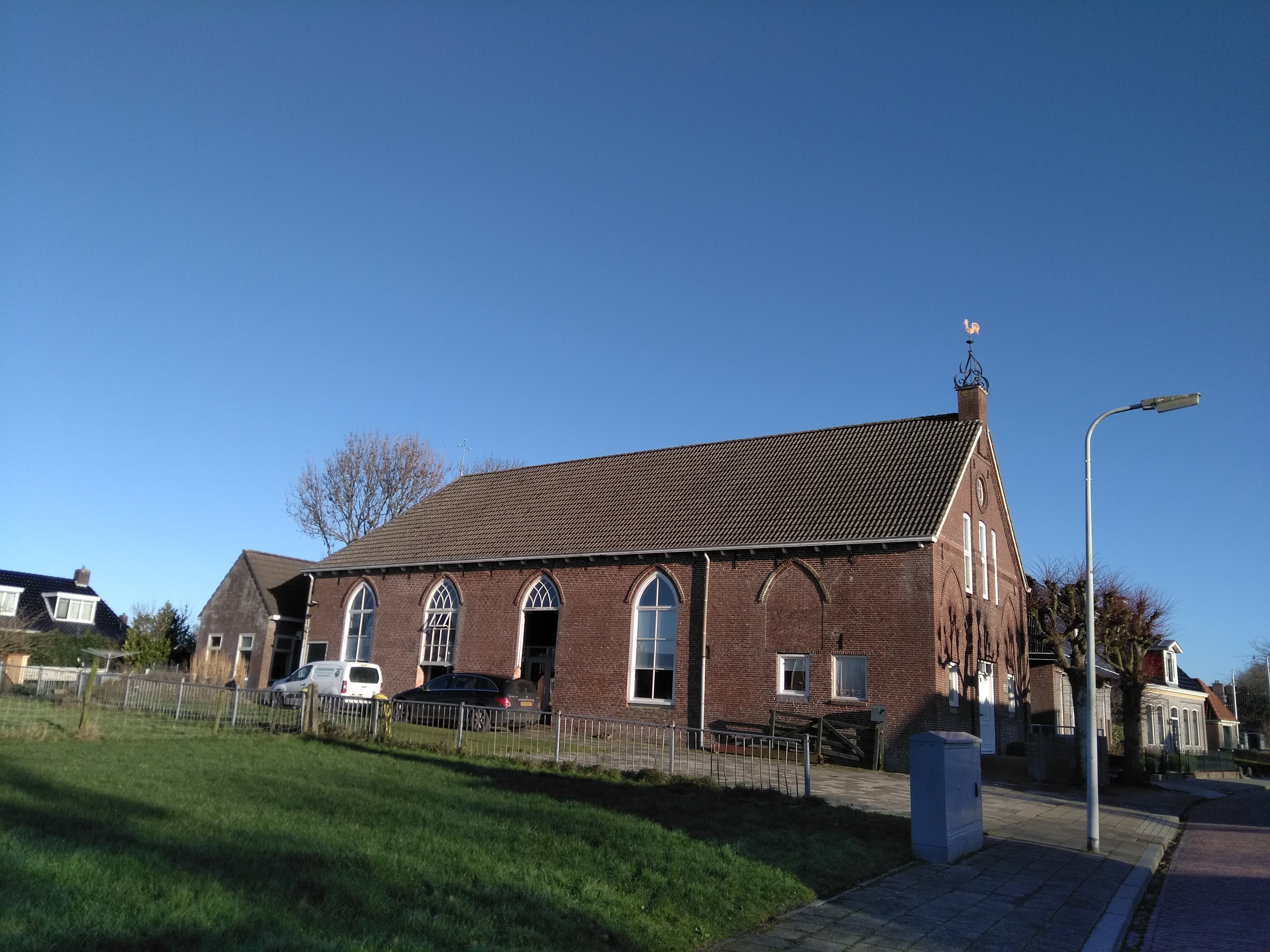
De voormalige gereformeerde kerk van Niawier uit 1893.

Vanaf 1860 bezochten mensen uit Niawier en Wetsens diensten van de "Christelijke Afgescheidene Gemeente" in Lioessens. Voor diensten in Niawier werd daartoe een gebouw opgericht dat bekend stond als "It Lokaal". Samen met Metslawier werd in 1887 de "Nederduitsche Gereformeerde Kerk te Metslawier en Niawier" geïnstitueerd. In 1892 volgde een afscheiding van Metslawier en werd de "Gereformeerde Kerk te Niawier-Wetsens" gesticht. De gemeente kreeg een eigen kerkgebouw in Niawier in 1893.
In 1912 werd een orgel geplaatst van de firma Vermeulen uit Woerden. In datzelfde jaar werd de kerk vergroot. Het gebouw werd in 1956 gerestaureerd waarbij de preekstoel uit de kerk verwijderd werd. In 2010 fuseerde de hervormde gemeente Metslawier en Niawier met de gereformeerde gemeente van Metslawier en de gereformeerde gemeente van Niawier. De gereformeerde kerk "De Moeting" in Niawier werd hierbij verkocht. Anno 2019 is het een woonhuis. In 2011 is het verenigingsgebouw "Nij Sion" uit 1967 veranderd in een dorpshuis.

## Vaart en haven
Aan de westkant van het dorp ligt de Niawiersteropvaart. Deze opvaart verbindt "de opslag", een kleine haven aan de westkant van het dorp, met de Paesens bij de brug "Nijhústerpiip". De opvaart maakt een flauwe bocht ter hoogte van Lutkewier.

## Sport
In 1945 werd in Niawier kaatsvereniging Lyts Begjin (Klein Begin) opgericht. Deze vereniging ging in 1965 samen met de kaatsvereniging van Metslawier onder dezelfde naam Lyts Begjin. De vereniging speelde sindsdien in Metslawier. Sinds 1998 worden de wedstrijden gehouden op It Mearsfjild in Niawier, al wordt er ook wel gespeeld op de voetbalvelden in Oosternijkerk. In 2014 fuseerde Lyts Begjin met de kaatsvereniging van Oosternijkerk,"De Lêste Slach (De Laatste Slag), tot kaatsvereniging De Trije Doarpen (De Drie Dorpen).
In 1965 werd de plaatselijke voetbalvereniging Ropta Boys opgericht. Deze vereniging voor de dorpen Metslawier, Nes, Niawier en Oosternijkerk speelt diens wedstrijden op sportpark de Fiver in Oosternijkerk. Verder is er in het dorp de gezamenlijke Tennisclub Metslawier eo.

## Maatschappelijk leven en cultuur
Niawier heeft veel gemeenschappelijke verenigingen met het naburige dorp Wetsens. Zo delen beide dorpen een vereniging dorpsbelangen en een Oranjevereniging en hebben de dorpen samen een dorpskrant. Verder hebben Niawier en Wetsens een driejaarlijks dorpsfeest. Het dorp heeft verder banden met Metslawier en Oosternijkerk. Niawier zelf heeft een muziekvereniging "De Bazuin", een zangkoor "De Sion Sjongers" en een jeugdhonk "It Hokje". In 2011 is het verenigingsgebouw van de gereformeerde kerk "Nij Sion" verbouwd tot een dorpshuis.

## Onderwijs
Het onderwijs in Niawier kent een lange geschiedenis. Reeds in 1578 werd er een onderwijzer aangeslagen voor belastingen. In 1829 werd het oude schoolgebouw afgebroken en verrees een nieuw schoolgebouw aan de Terpstrjitte. In 1873 werd het gebouw verlengd met een extra lokaal wegens het stijgende aantal leerlingen. Naast de school verrees in 1882 een schoolmeesterswoning, voordien woonde de onderwijzer bij het schoolgebouw in.
In 1906 werd de christelijke basisschool gesticht achter de gereformeerde kerk. Veel kinderen gingen voortaan naar deze school, wat in 1911 de sluiting betekende voor de openbare school. De christelijke basisschool "By de Boarne" kreeg in 1986 een nieuw schoolgebouw aan de rand van het dorp. In 2018 fuseerde de school met de Foeke Sjoerdsskoalle uit Oosternijkerk tot de Wrâldwizer. Beide vestigingen blijven vooralsnog gehandhaafd, al streeft men naar de bouw van één gemeenschappelijk kindercentrum.

## Bevolkingsontwikkeling
| 196                                                                                              | 206 | 370 | 432 | 428 | 456 | 374 | 379 | 400 | 458 | 448 | 449 | 504 | 435 | 405 | 420 | 400 | 400 | 360 | 365 | 370 | 360 |
| Data afkomstig van volkstellingen.nl, het CBS en uit Encyclopedie van het hedendaagse Friesland. |     |     |     |     |     |     |     |     |     |     |     |     |     |     |     |     |     |     |     |     |     |

## Geboren in Niawier

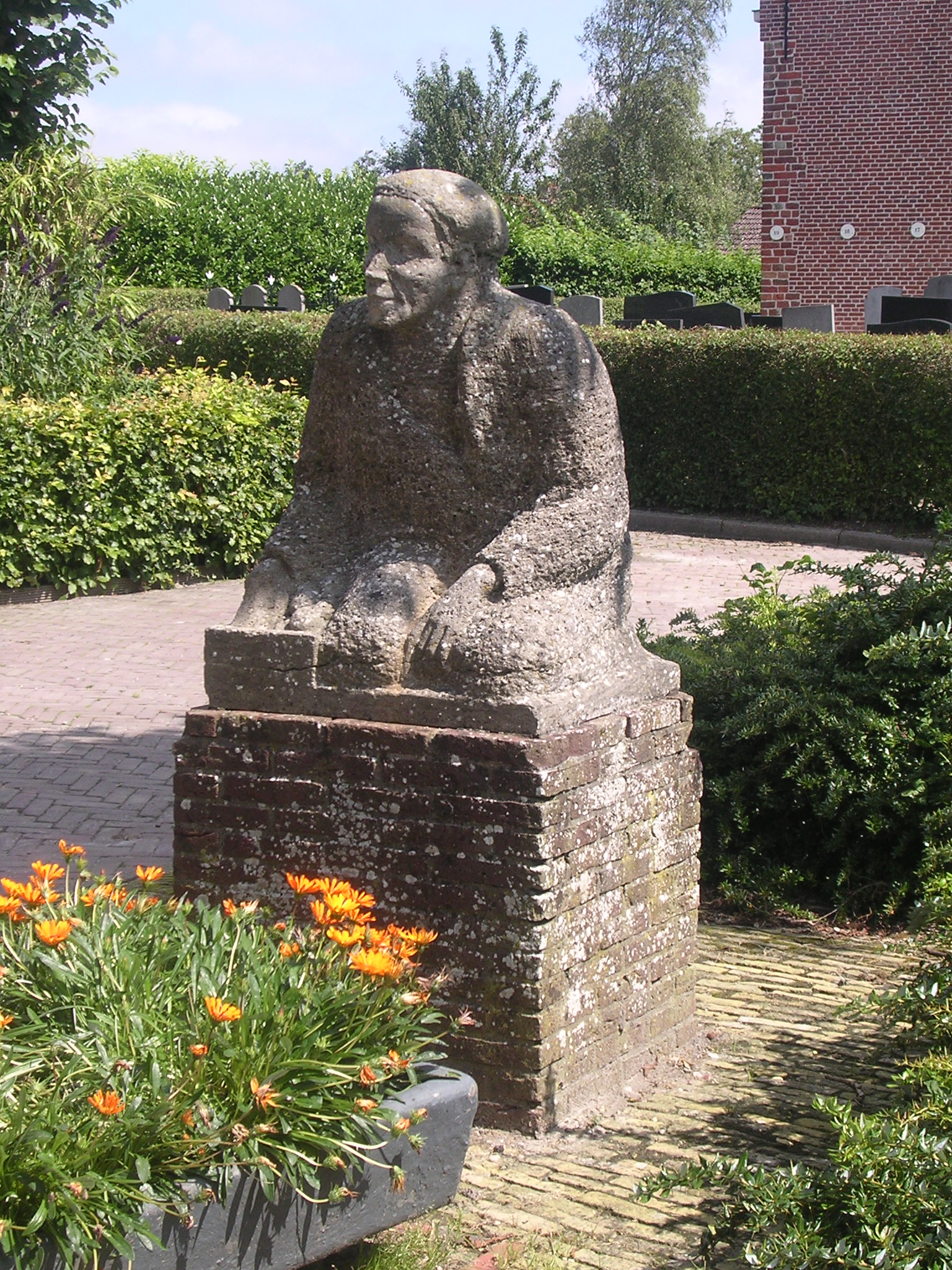
Standbeeld in Niawier van dichter Anders Minnes Wybenga.

- Anders Minnes Wybenga (1881-1948), dichter

## Openbaar vervoer
Niawier wordt bediend door de vervoersmaatschappij Qbuzz.
- Streekbus 52: Dokkum → Niawier → Oosternijkerk → Lioessens → Paesens → Nes → Wierum → Oosternijkerk → Niawier → Dokkum[30]